# Martial Papy Mukeba
Ne doit pas être confondu avec Martial Raysse ou Martial (poète).
Pour les articles homonymes, voir Martial.
Martial Papy Mukeba, de son nom complet Mukeba wa Mukeba Martial Papy, est un journaliste congolais travaillant pour la Radio Okapi et ancien correspondant de Deutsche Welle dans l’Est de la République démocratique du Congo.

## Biographie
Martial Papy Mukeba est né le 23 mai 1983 à Uvira, dans la province du Sud-Kivu à l’Est de la République Démocratique du Congo. Fils de Mukeba Kongolo Charles et de Bita Linda Doris, il est licencié en journalisme multimédia et un master international du deuxième cycle universitaire en management des medias à l'École supérieure de journalisme de Lille en France.

## Carrière médiatique

### Radio
Mukeba wa Mukebwa Martial commence sa carrière journalistique en 2004 au Nord-Kivu. Deux ans plus tard, il s'est imposé comme une figure éminente dans le domaine de la communication et des médias, et travaille comme correspondant du programme français de la radio internationale allemande Deutsche Welle dans la partie Est de la République démocratique du Congo jusqu’en 2010 et pour la Voice of America pour le projet de la mise en place d'un partenariat avec quelques radios locales congolaises.
En 2010, il devient consultant spécialiste chargé des partenariats pour la Voice of America en République démocratique du Congo, dans le cadre d'un projet innovant visant à renforcer les capacités des radios locales congolaises,.
En 2013, Martial Papy rejoint la Radio Okapi, la radio onusienne en République démocratique du Congo lancée par la Fondation Hirondelle. Il couvre l’actualité au Nord-Kivu, particulièrement dans la région de Beni-Butembo et Lubero, une zone touchée par de violence perpétrée des rebellions et groupes armés depuis plus de deux décennies,,. Il réalise beaucoup des reportages sur la crise humanitaire et sécuritaire qui prevaut dans cette region,.
Depuis 2017, Mukeba wa Mukeba Martial travaille comme assistant au bureau des Ccommunications stratégiques et de l’Information publique de la Mission de l'Organisation des Nations unies pour la stabilisation en république démocratique du Congo et coordonne la rédaction régionale de Radio Okapi dans la région de Beni-Butembo et Lubero, où il supervise une équipe chargée de la production de contenus journalistiques.

## Récompenses

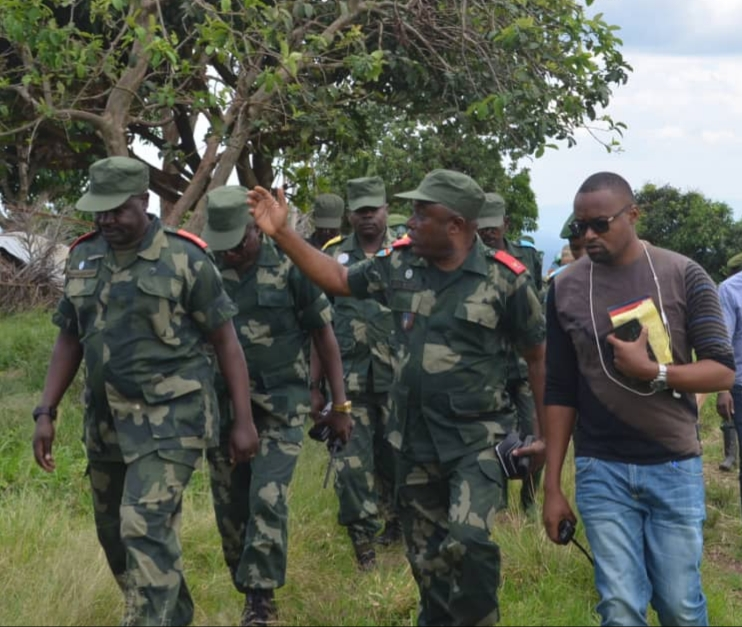
Martial Papy Mukebwa avec des soldats des Forces armées de la république démocratique du Congo dans le Nord-Kivu.

Mukeba wa Mukeba Martial Papy est invité et honoré par l’Union nationale de la presse du Congo (UNPC) et l’Observatoire des médias congolais (OMEC) en mai 2019. Il a reçu le prix de la liberté de la presse Lucien Tshimpumpu lors de sa sixième édition,. La même année, il a reçu le trophée "Lipanda" dit de l'indépendance du meilleur journaliste de l'année dans la région de Beni. Ce trophée récompense les personnalités qui excellent dans différents domaines.
En Juin 2020, il a reçu un certificat d’excellence de la coordination générale de la riposte contre la Maladie à Virus Ebola dans les provinces de l’Ituri, du Sud Kivu et Nord Kivu pour sa contribution à la lutte contre la dixième épidémie de la maladie à Virus Ebola déclarée depuis le 1er août 2018 par l’Organisation Mondiale de la Santé (OMS) en République démocratique du Congo.